# Република Крим
Република Крим (рус. Республика Крым []; укр.  []; кт. Qırım Cumhuriyeti, Къырым Джумхуриети) је република у саставу Руске Федерације, која се налази на полуострву Крим. Део је Кримског федералног округа. До фебруара-марта 2014. године, подручје Крима је дефакто и дејуре било у саставу Украјине, а од тада је дефакто под контролом Русије, док је дејуре статус ове регије споран. Према руском гледишту, на полуострву Крим постоје Република Крим и град са федералним статусом Севастопољ. Украјина не признаје улазак Крима у састав Русије и сматра га делом своје територије, а према украјинском гледишту, територија Крима је политички подељена на Аутономну Републику Крим и град Севастопољ.
Дана 17. марта 2014. године, Врховни совјет Крима усвојио је резолуцију о независности од Украјине и обратио се Русији за пријем Републике Крим у састав Руске Федерације, да би 18. марта 2014. Република Крим ушла у састав Руске Федерације, на основу споразума који су потписали руски председник Владимир Путин и кримски лидери. Град Севастопољ је истог дана такође постао део Руске Федерације, као град са федералним статусом. Административни центар Републике Крим је град Симферопољ.
Површина Републике Крим је 26.081 km². Према подацима из 2013, на територији Републике Крим живи 1.967.119 становника, већином Руса.
Крим је био у саставу Русије, док га Никита Хрушчов није 19. фебруара 1954. одвојио од Руске СФСР и дао Украјинској ССР.

## Етимологија
Прво познато име за Крим било је Таурида. Садашње име полуострва и Републике Крим, највероватније потиче од имена малог историјског града који се данас зове Стари Крим, а који се налази на југоистоку полуострва. Овај градић се први пут помиње као Кирим у време монголских освајања током XIII века. Већина научника сматра да је име овог града настало као искварени монголски облик имена народа Кимеријци који је насељавао град.

## Географија

### Положај
Крим се налази на северној обали Црног мора, уз западну обалу Азовског мора. Иако је смештен на југозападној страни полуострва Крим, град Севастопољ, који има посебан значај, није део Републике Крим, већ је дефинисан као град са федералним статусом у саставу Руске Федерације. Површина целог полуострва је 27.000 km ², док површина саме Републике Крим (без подручја града Севастопоља) износи 26.081 km ². Обала овог полуострва је испрекидана са неколико већих увала и поморских лука. Поморске луке се налазе у ували Каркинит на западу, а на југозападу у отвореној Каламитској ували. У Каламитској ували се налазе луке града Јевпаторије и Севастопоља. Са северне стране се налази Арабатска увала, док је са источне стране такозвана Керчанска увала. На југу Крима се, такође, налази позната лука Феодосија, у истоименој ували.

### Клима
Већи део територије полуострва Крим има континенталну климу, изузев крајњег југа где под утицајем Црног Мора преовлађује суптропска клима. Лета су поприлично топла са температуром до 30 °C. Зиме су умерено хладне са температурама које не падају испод -4 °C. Количина падавина на Криму у просеку досеже 400 mm годишње, али на југу је тај број удвостручен, посебно на подручју града Јалте где има око 1.050 mm падавина годишње. Крим је одувијек био атрактивна туристичка локација Украјинаца и Руса из некадашњег Совјетског Савеза.

## Историја
Република Крим је први пут проглашена 1992. године и до 1995. године је функционисала као самопроглашена полунезависна република, која се противила централним властима Украјине. Након тога, власти Крима су приморане да прихвате статус аутономне републике у Украјини.
Услед немира у Украјини почетком 2014. године и свргавања проруских украјинских власти, кримски парламент је за 16. март расписао референдум о будућем статусу Крима. Посланици су изгласали да се распусти тадашња регионална влада, која је подржала нове привремене власти у Кијеву, и да се на референдуму одлучује о томе да ли да Крим постане део Руске Федерације или да се на снагу врати устав Републике Крим из 1992. године.

Дана 11. марта 2014. године Кримски парламент је усвојио декларацију о независности Републике Крим, док су на референдуму који је одржан 16. марта 2014, становници Крима гласали за припајање Крима Русији. 17. марта 2014. године, Врховни совјет Крима усвојио је резолуцију о независности од Украјине и обратио се Русији за пријем Републике Крим у састав Руске Федерације, да би 18. марта 2014. Република Крим ушла у састав Руске Федерације, на основу споразума који су потписали руски председник Владимир Путин и кримски лидери. Град Севастопољ је истог дана такође постао део Руске федерације, као град са федералним статусом.

## Становништво
| 1939.     | 1959.     | 1970.     | 1979.     | 1989.     | 2001.     |
| --------- | --------- | --------- | --------- | --------- | --------- |
| 1.017.325 | 1.049.395 | 1.558.567 | 1.849.840 | 2.065.829 | 2.033.736 |

Према званичном попису становништва из 2001. године, на територији данашње Републике Крим односно Аутономне Републике Крим је живело 2.024.056 становника. Посљедње незваничне процене из 2013. године указују да на овом подручју данас живи 1.967.119 становника. Већину становништва овог подручја од 58,5% чине етнички Руси, а потом следе Украјинци са 24,3%, Кримски Татари са 12,1%, Белоруси са 1,4% и Јермени са 1,1%.
| Националност   | 1989. (Крим. обл.) | 2001. (АР Крим) | Матерњи језик         | 2001. (АР Крим) |
| Руси           | 65,6%              | 58,5%           | Руски језик           | 77,0%           |
| Украјинци      | 26,7%              | 24,4%           | Кримскотатарски језик | 11,4%           |
| Кримски Татари | 1,9%               | 12,1%           | Украјински језик      | 10,1%           |
| Белоруси       | 2,1%               | 1,5%            | остали језици         | 1,5%            |
| Татари         | 0,5%               | 0,5%            |                       |                 |
| Јермени        | 0,1%               | 0,4%            |                       |                 |
| Јевреји        | 0,7%               | 0,2%            |                       |                 |
| Пољаци         | 0,3%               | 0,2%            |                       |                 |
| Молдавци       | 0,3%               | 0,2%            |                       |                 |
| Азери          | 0,1%               | 0,2%            |                       |                 |

## Градови
Већи градови на подручју Републике Крим (процена броја становника из 2013):
- Симферопољ (337.285)
- Керч (145.265)
- Јевпаторија (106.877)
- Јалта (78.115)
- Феодосија (69.461)
- Џанкој (36.086)
- Красноперекопск (29.815)
- Алушта (28.418)
- Бахчисарај (26.482)
- Саки (23.655)
- Армјанск (22.337)

Највећи град полуострва Крим, Севастопољ (342.580 становника) није у саставу Републике Крим, већ је дефинисан као град са федералним статусом у оквиру Руске Федерације.

## Међународне реакције
Међународне реакције на улазак Републике Крим у састав Русије су подељене. Сједињене Америчке Државе, Европска унија, Канада и Јапан сматрају референдум о прикључењу Крима Русији нелегалним, док су реакције других значајних држава попут Кине и Индије биле уздржане.